# Service blueprint

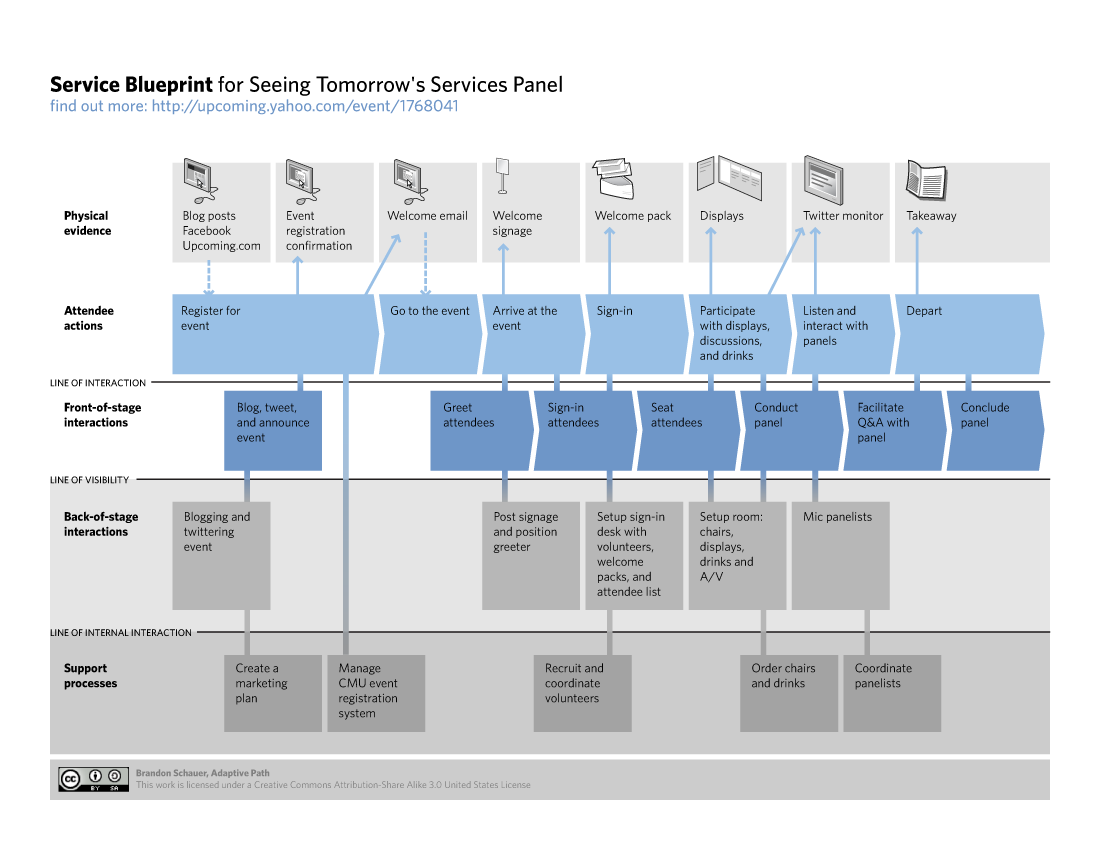
Um exemplo de um service blueprint usado para a organização de uma Conferência.

Service blueprint, aportuguesado como Blueprint de serviço, é uma ferramenta de gestão da qualidade de serviços e do design de serviços.
A técnica foi descrita pela primeira vez no artigo “Designing Services That Deliver” (em uma tradução livre, “Projetando Serviços Que Entregam”), de autoria de G. Lynn Shostack, uma executiva de um banco, na Harvard Business Review em 1984. Ela propunha uma nova ferramenta, que geraria uma forma mais organizada e metódica, de estruturar um serviço. Desta forma, o service blueprint é um diagrama que mostra o processo de prestação de serviços na perspectiva do cliente. Com isso, é possível mapear e ter uma visão geral do serviço, o que ajuda a descobrir os pontos falhos enquanto o serviço é prestado. Esta ferramenta tornou-se uma das ferramentas mais utilizadas para gerenciar operações de serviço, design de serviços e posicionamento de serviços.

## História
O método foi desenvolvido por G. Lynn Shostack no início da década de 1980. O "Blueprint" do nome é devido ao fato de que desenhos de edifícios foram originalmente a base para isso (em arquitetura, um blueprint é um uma representação de algo a ser construído). Ele delineou os caminhos trilhados pelos clientes do prestador de serviços em causa para determinar onde o cliente está integrado ao processo de serviço. Ao desenhar e mapear cada atividade necessária para a criação de um serviço, um projeto em sua forma original serviu para visualizar a integração do cliente, bem como a integração entre clientes e pessoal de contato com o cliente.
Existem vários services blueprints diferentes em que o foco da consideração é colocado em diferentes aspectos. Atualmente, o service blueprint é entendido não apenas como um instrumento de visualização, mas também para a estruturação de processos de serviços.